# Canton de Givors
Le canton de Givors est une ancienne division administrative française, située dans le département du Rhône en région Rhône-Alpes.

## Composition
Le canton de Givors comprenait 9 communes :
- Chassagny ;
- Échalas ;
- Givors ;
- Grigny ;
- Millery ;
- Montagny ;
- Saint-Andéol-le-Château ;
- Saint-Jean-de-Touslas ;
- Saint-Romain-en-Gier.

## Histoire
Le 1er janvier 2015, avec la création de la métropole de Lyon, le canton se retrouve réduit aux sept communes qui demeurent dans le département du Rhône. Enfin, à l'issue des élections départementales de mars 2015, qui voient le redécoupage cantonal du département, il disparaît totalement.

## Représentation

### Conseillers généraux de 1833 à 2015
| Période | Période      | Identité                                  | Étiquette           | Qualité |
| ------- | ------------ | ----------------------------------------- | ------------------- | --- |
| 1833    | 1845         | Camille-Joseph Dugas                      |                     | Manufacturier, maire de Givors (1827-1848)                                                                                  |
| 1845    | 1848         | Paul Émile Sain de Mannevieux (1793-1850) |                     | Ancien capitaine d'artillerie, Lyon, conseiller d'arrondissement                                                            |
| 1848    | 1852         | Jean-François Champin                     | Républicain         | Ancien Sous-Préfet Maire de Givors (1848-1850)                                                                              |
| 1852    | 1871         | Edouard Glas                              | Centre gauche       | Propriétaire Maire de Givors (1850-1870) Député (1871-1876)                                                                 |
| 1871    | 1885 (décès) | Antoine Picard                            | Républicain         | Exploitant de carrières de terre réfractaire Maire de Givors (1870-1874, 1876-1881)                                         |
| 1885    | 1886         | Edouard Prénat (1839-1932)                | Droite              | Industriel à Givors (hauts-fourneaux et fonderie)                                                                           |
| 1886    | 1893 (décès) | Jean-Pierre Bonnaud                       | Républicain radical | Conseiller municipal de Givors                                                                                              |
| 1893    | 1894 (décès) | Jean-François Hoch                        | Républicain         | Rentier à Givors |
| 1894    | 1909 (décès) | Pierre Baudrand                           | Rad.                | Maire de Givors (1897-1904)                                                                                                 |
| 1910    | 1919         | François Brossette                        | Rad.ind.            | Maire de Givors (1910-1919)                                                                                                 |
| 1919    | 1923 (décès) | Pierre Condamin                           | SFIO                | Docteur en médecine Maire de Givors (1921-1923), conseiller d'arrondissement                                                |
| 1923    | 1928         | Jean-Marie Fillon                         | Rad.-RG             | Agriculteur Maire de Chassagny (1904-1953) Député (1924-1928 et 1932-1936)                                                  |
| 1928    | 1940         | Charles-Michel Crozat                     | URD                 | Médecin à Givors Nommé membre de la Commission administrative départementale en 1941 Nommé conseiller départemental en 1942 |
|         |              |                                           |                     | |
| 1945    | 1985         | Camille Vallin                            | PCF                 | Haut fonctionnaire Député (1956-1958) Sénateur (1959-1968 et 1977-1986) Maire de Givors (1953-1993)                         |
| 1985    | 1998         | Jean-Claude Bahu                          | RPR                 | Enseignant Conseiller municipal de Givors Député (1993-1997)                                                                |
| 1998    | 2015         | Martial Passi                             | PCF                 | Technicien en télécommunications, syndicaliste CGT Maire de Givors (1993-2017)                                              |

### Conseillers d'arrondissement (de 1833 à 1940)
| Période                                  | Période           | Identité                                  | Étiquette       | Qualité |
| ---------------------------------------- | ----------------- | ----------------------------------------- | --------------- | --- |
| 1833                                     | 1845              | Paul Émile Sain de Mannevieux (1793-1850) |                 | Ancien capitaine d'artillerie, administrateur civil des hospices de Lyon, propriétaire à Saint-Martin-de-Cornas |
|                                          |                   |                                           |                 | |
|                                          | mars 1876 (décès) | Émile Thibaudier                          |                 | Maire de Saint-Genis-Laval                                                                                      |
| 28 mai 1876                              |                   | Pierre Eymin                              | Républicain     | Cultivateur, maire de Chassagny                                                                                 |
|                                          |                   |                                           |                 | |
| 1886                                     | 1901              | François Michel                           | Radical         | Propriétaire-rentier, maire de Grigny                                                                           |
| 1901                                     | 1919              | Pierre Condamin                           | Socialiste SFIO | Médecin à Givors                                                                                                |
| 1919                                     | 1940              | Mathieu Pinat (1878-1965)                 | SFIO            | Verrier, épicier, maire de Givors (1925-1941)                                                                   |
| 1940                                     |                   |                                           |                 | Les conseils d'arrondissement ont été suspendus par la loi du 12 octobre 1940 et n'ont jamais été réactivés     |
| Les données manquantes sont à compléter. |                   |                                           |                 | |

## Évolution démographique
| 1962   | 1968   | 1975   | 1982   | 1990   | 1999   | 2006   | 2011   | 2012   |
| ------ | ------ | ------ | ------ | ------ | ------ | ------ | ------ | ------ |
| 27 521 | 31 952 | 38 263 | 36 207 | 36 482 | 36 755 | 37 962 | 40 844 | 40 828 |